# Красносілля (Кременчуцький район)
Красно́сілля —  село в Україні, у Козельщинській селищній громаді Кременчуцького району Полтавської області. Населення становить 87 осіб. До 2020 орган місцевого самоврядування — Бреусівська сільська рада.

## Географія
Село Красносілля знаходиться на відстані 1,5 км від сіл Бреусівка та Винники.

## Історія
12 червня 2020 року, відповідно до розпорядження Кабінету Міністрів України № 721-р «Про визначення адміністративних центрів та затвердження територій територіальних громад Полтавської області», село увійшло до складу Козельщинської селищної громади.
19 липня 2020 року, в результаті адміністративно - територіальної реформи та ліквідації Козельщинського району, село увійшло до складу новоутвореного Кременчуцького району.
22 червня 2023 року рішенням Національної комісії зі стандартів державної мови віднесено до списку населених пунктів, які «можуть не відповідати лексичним нормам української мови», зокрема стосуватися «російської імперської чи колоніальної політики». Громаді рекомендовано обґрунтувати доцільність збереження поточної назви або запропонувати нову назву в установленому законодавством порядку.